# 43 Comic Barcelona
El 43 Comic Barcelona és la quaranta-tresena edició anual del Saló Internacional del Còmic de Barcelona, que tingué lloc de dijous 4 a diumenge 6 d'abril del 2025 a la Fira de Montjuïc: l'edició, amb una àrea de vora cinquanta mil metres quadrats i una afluència de cent deu mil visitants, fou «la més propera als infants» segons la directora, Meritxell Puig.
L'autor estatunidenc Chris Ware fou el convidat més destacat de l'any, del qual s'oferí l'exposició Dibuixar és pensar al Centre de Cultura Contemporània de Barcelona; altres autors presents foren els canadencs John Howe i Kate Beaton o els catalans Natacha Bustos, Francesc Capdevila "Max", Sandra Cardona i Marika Vila, com també el dibuixant de superherois madrileny Pepe Larraz, autor del cartell; quant a espais, a més d'una exposició de superherois a mida real hi hagué diverses activitats per a públic infantil (teatre, música, jocs i la presència del personatge Geronimo Stilton) i altres com el Comic Forum per a conferències, el Comic Univers per a projeccions i actes paral·lels i l'Original Comic Art Zone per a l'obtenció d'autògrafs i dibuixos originals o fets per encàrrec.
Entre l'oferta d'activitats hi hagué una exposició, Dia a dia en ciència, organitzada per l'Institut de Bioenginyeria de Catalunya, comissariada per la investigadora Aurora Dols: entre les quinze il·lustracions exposades n'hi havia una de Miriam Rivera, creadora de Biomiics i secretària tècnica de l'Associació Catalana de Comunicació Científica; Rivera intervingué, junt amb la coordinadora d’estratègia de l'IBEC, Teresa Sanchis, i la tècnica d'engagement i partnership, Laia Manera, en la taula «Còmics i ciència: despertant vocacions científiques», a la qual assistiren cent-noranta persones.
Quant a publicacions en català, a banda de novetats del moment com Doraemon o Nausicaä de la Vall del Vent, entre les obres premiades hi hagué La petita gènia i el monstre de la vall en la categoria infantil, Noceà 3: Fissures en la juvenil i Els Pizzlys com a obra estrangera.

## Jurat
Els membres del jurat de la 43a edició el formaren: 
- Ana Penyas,  il·lustradora i autora de còmic.
- Bamf!, divulgador de còmic.
- Laura Barrachina, periodista cultural.
- Sandra Uve, il·lustradora, historietista i escriptora.
- Tomás Hijo, il·lustrador i autor de còmics.

## Palmarès
| guardó          | receptor        | obra                                       | editorial                    |
| --------------- | --------------- | ------------------------------------------ | ---------------------------- |
| Gran Premi      | Paco Roca       |                                            |                              |
| obra estatal    | Jaime Infante   | Dum Dum                                    | Autsaider (castellà)         |
| obra estatal    | Javier Marquina | Dum Dum                                    | Autsaider (castellà)         |
| revelació       | Clara de Frutos | Vanguardia es una mujer                    | Norma Editorial (castellà)   |
| obra estrangera | Jérémie Moreau  | Los Pizzlys                                | Norma Editorial (castellà)   |
| obra estrangera | Jérémie Moreau  | Els Pizzlys                                | Editorial Finestres (català) |
| obra infantil   | Álvaro Ortiz    | La petita gènia i el monstre de la vall    | Astiberri                    |
| obra infantil   | Álvaro Ortiz    | La pequeña genia y el monstruo del valle   | Astiberri                    |
| obra infantil   | Álvaro Ortiz    | Iratxo txikia eta ibarreko munstroa (basc) | Astiberri                    |
| obra juvenil    | Ricard Efa      | Noceà 3: Fissures                          | Mai Més (català)             |
| obra juvenil    | Ricard Efa      | Nocéano 3: Fisuras                         | Astronave (castellà)         |
| votació popular | María Jiménez   | Entre enfermeras                           | Fandogamia (castellà)        |
| fanzine         | diversos        | Fanerozoico                                |                              |

## Programa cultural

### Comic Stream
| Data                | Hora           | Acte |
| ------------------- | -------------- | --- |
| Divendres 4 d'abril | 11:00-12:30 h. | Podcast: Carne Friki |
| Divendres 4 d'abril | 12:30-13:30 h. | Podcast: La Hora Caníbal Amb Javier Rodríguez |
| Divendres 4 d'abril | 13:30-15:00 h. | Podcast: El Far Friki de l'Empordà |
| Divendres 4 d'abril | 15:00-16:00 h. | Entrevista a Moderna de pueblo. Modera: Borja Crespo                                                                                                   |
| Divendres 4 d'abril | 16:00-17:00 h. | El boom boom boom del cómic infantil. Amb Roberta Vázquez, Javi de Castro, Clara Soriano i Álvaro Ortiz Modera: Xavi d'Arkham Comics                   |
| Divendres 4 d'abril | 17:00-18:30 h. | Podcast: Puja al puto robot! Amb Fausto Fasulo, Marc Torices, Sara Soler, Nadia Hafid i Pep Brocal                                                     |
| Dissabte 5 d'abril  | 10:30-11:00 h. | Entrevista a Ismael Pinteño i la producció del seu nou llibre il.lustrat sobre Poe Modera: Karen Madrid                                                |
| Dissabte 5 d'abril  | 11:00-12:00 h. | Q&A amb Craig Thompson Modera: Iratxe Pando (ELHDLT)                                                                                                   |
| Dissabte 5 d'abril  | 12:00-13:00 h. | Podcast. Campamento Krypton presenta: Superman, heroi de còmic i pop Amb Javier Rodríguez                                                              |
| Dissabte 5 d'abril  | 13:00-14:00 h. | Podcast: Lectores anónimos, amb Ricard Efa |
| Dissabte 5 d'abril  | 14:00-15:00 h. | Taula rodona amb Societat Tolkien & Luís Bermejo Modera: Karen Madrid                                                                                  |
| Dissabte 5 d'abril  | 15:00-16:00 h. | Campamento Krypton presenta: Black Metal, esglésies cremades i tebeos Amb Magius i Oriol Estrada                                                       |
| Dissabte 5 d'abril  | 16:00-17:00 h. | Q&A amb Emma Ríos Modera: Cels Piñol |
| Dissabte 5 d'abril  | 17:00-18:00 h. | Q&A amb Kate Beaton Modera: Gema Moraleda |
| Dissabte 5 d'abril  | 18:00-19:00 h. | 'Wonder Women: Natacha Bustos & Carmen Carnero' Modera: BAMF!                                                                                          |
| Dissabte 5 d'abril  | 19:00-20:00 h. | Neo-divulgació comiquera. Amb Paco Hernández & BAMF! Modera: Borja Crespo                                                                              |
| Diumenge 6 d'abril  | 11:00-12:00 h. | Comic Vision: 'Perfect Shot: Viñetas cinematográficas', amb Pepe Larraz i David López Modera: Borja Crespo                                             |
| Diumenge 6 d'abril  | 12:00-13:00 h. | Podcast: Narranación, amb John Howe & Ismael Pinteño                                                                                                   |
| Diumenge 6 d'abril  | 13:00-14:00 h. | Q&A amb Jaime Hernández Modera: Borja Crespo |
| Diumenge 6 d'abril  | 14:00-15:00 h. | Podcast: Esperant el Cometa |
| Diumenge 6 d'abril  | 15:00-16:00 h. | Podcast: Els Bufacanyes Amb Emma Rïos, Carlos Azagra i Encarna Revuelta                                                                                |
| Diumenge 6 d'abril  | 16:00-17:00 h. | Taula rodona: "Monsters & Robots" Amb Cels Piñol, Rubén San Máximo (Moztros) i Àngel Sala. Modera: Viruete. En col·laboració amb el Festival de Sitges |
| Diumenge 6 d'abril  | 17:00-19:00 h. | Podcast: La Batcova |

### Comic Forum
| Data                | Hora           | Acte |
| ------------------- | -------------- | --- |
| Divendres 4 d'abril | 10:15-11:00 h. | Presentació col·lectiva de fanzines |
| Divendres 4 d'abril | 11:00-12:00 h. | Mons creuats: còmics i jocs de taula. Amb Albert Monteys, Marina Vidal i David Esbrí. Modera: Karen Madrid |
| Divendres 4 d'abril | 12:00-12:30 h. | Presentació editorial de Fandogamia |
| Divendres 4 d'abril | 12:30-13:00 h. | Ponència Plataforma Tebeos a una |
| Divendres 4 d'abril | 13:00-13:30 h. | Presentació editorial de Norma Editorial |
| Divendres 4 d'abril | 13:30-14:00 h. | Presentació de Moderna Secreta (Marika Vila, Marmotilla, 2025). Amb Marika Vila i Ediciones Marmotilla |
| Divendres 4 d'abril | 14:00-14:30 h. | Presentació editorial de Harriet Ediciones |
| Divendres 4 d'abril | 14:30-15:00 h. | Presentació editorial de Cartem |
| Divendres 4 d'abril | 15:00-16:00 h. | Els Yokai de Tomás Hijo i Amaia Arrazola. Modera: Oriol Estrada |
| Divendres 4 d'abril | 16:00-16:30 h. | Presentació editorial de Moztros |
| Divendres 4 d'abril | 16:30-17:00 h. | Q&A Magius |
| Divendres 4 d'abril | 17:00-18:00 h. | Beca Ficomic Carmen B. Mikelarena. Modera: Mery Cuesta |
| Divendres 4 d'abril | 18:00-18:30 h. | Q&A Aneke |
| Dissabte 5 d'abril  | 10:00-11:00 h. | Entrega del Premi Honorífic del Col·lectiu d'Autores de Còmic |
| Dissabte 5 d'abril  | 11:00-11:30 h. | Q&A Mikel Janín |
| Dissabte 5 d'abril  | 11:30-12:00 h. | Q&A Julio A. Serrano |
| Dissabte 5 d'abril  | 12:00-13:00 h. | Q&A Isaac Sánchez |
| Dissabte 5 d'abril  | 13:00-14:00 h. | Q&A Miguel Vila |
| Dissabte 5 d'abril  | 14:00-14:30 h. | Primera aparición, de David Galán Galindo. Amb Isaac Sánchez i Paco Hernández. Modera: Íñigo Rodríguez |
| Dissabte 5 d'abril  | 14:30-15:00 h. | Presentació editorial d'Una història catalana Amb Jordi Casanovas i Andrea Lucio, amb Pagès Editors |
| Dissabte 5 d'abril  | 15:00-15:30 h. | Q&A Irene Márquez |
| Dissabte 5 d'abril  | 15:30-16:30 h. | Q&A Craig Thompson Modera: Marc Charles |
| Dissabte 5 d'abril  | 16:30-17:00 h. | Presentació del còmic dels arxius estatals. Amb Ana María López, subdirectora dels Arxius Estatals, Rosa M. Gregori Roig, Subdirectora de l'Arxiu de la Corona d'Aragó i Carla Berrocal. Modera: Diego Salgado (amb repartiment d'exemplars) |
| Dissabte 5 d'abril  | 17:00-17:30 h. | Presentació editorial de La Cúpula |
| Dissabte 5 d'abril  | 17:30-18:30 h. | Present i futur de DC Comics amb artistes espanyols. Amb Mikel Janin, Rafa Sandoval i Daniel Sempere. Modera: Es la Hora de las Tortas |
| Dissabte 5 d'abril  | 18:30-19:00 h. | Q&A Laura Pérez |
| Dissabte 5 d'abril  | 19:00-20:00 h. | Q&A David López |
| Diumenge 6 d'abril  | 11:00-11:30 h. | Q&A Daniel Sampere |
| Diumenge 6 d'abril  | 11:30-12:00 h. | Presentació editorial de Sextories |
| Diumenge 6 d'abril  | 12:00-12:30 h. | Q&A Rafa Sandoval |
| Diumenge 6 d'abril  | 12:30-13:00 h. | Presentació editorial de Garbuix Books |
| Diumenge 6 d'abril  | 13:00-13:30 h. | Q&A Tiphaine Rivière |
| Diumenge 6 d'abril  | 14:00-14:30 h. | Q&A Joanna Rubin Dranger |
| Diumenge 6 d'abril  | 14:30-15:00 h. | Q&A David CGJ (il·lustrador Virus Marvel). Modera: Karen Madrid |
| Diumenge 6 d'abril  | 15:00-16:00 h. | Q&A Carlos Rubio Modera: Karen Madrid |
| Diumenge 6 d'abril  | 16:00-17:00 h. | Q&A Ana Oncina |
| Diumenge 6 d'abril  | 17:00-17:30 h. | Q&A Amparo Montejano |
| Diumenge 6 d'abril  | 17:30-18:30 h. | Manhwa i manhua: la revolució del còmic coreà i xinès. Amb Maria Parra (@ladymangahep) i Oriol Estrada |

### Comic Univers
| Data                | Hora           | Acte |
| ------------------- | -------------- | --- |
| Divendres 4 d'abril | 13:00-14:00 h. | Introducció al Romantasy, el gènere de moda. Amb Carla Plumed i Jessica Frias (yomellamojess). Modera: Karen Madrid                                                                            |
| Divendres 4 d'abril | 15:00-16:00 h. | "Així es tradueix Astèrix i Lucky Luke. Un cafè amb Daniel Cortés". Amb la col·laboració d'APTIC (Associació Professional de Traductors i Intèrprets de Catalunya). Modera: Jordi Solé i Comas |
| Divendres 4 d'abril | 16:00-17:00 h. | Comic Vision: 'Cinema, paraules i vinyetes: Primera Aparición' i el Sargento Resines. Amb David Galán Galindo i Iñigo Rodríguez. Modera: Borja Crespo                                          |
| Divendres 4 d'abril | 17:00-18:00 h. | Q&A amb el Gran Premi del Saló 2024: Marika Vila. Modera: Mònica Rex |
| Divendres 4 d'abril | 18:30-20:00 h. | Cerimònia d'entrega dels Premis 43 Comic Barcelona |
| Dissabte 5 d'abril  | 10:50-12:00 h. | Música i dibuix en directe: Los viajes de la pequeña genia |
| Dissabte 5 d'abril  | 12:00-12:55 h. | Chris Ware conversa amb Daniel Raeburn i Q&A amb el públic. Modera: Jordi Costa |
| Dissabte 5 d'abril  | 13:00-14:00 h. | Presentació de la línia DC Comics de Panini Comics |
| Dissabte 5 d'abril  | 14:00-15:00 h. | Dupla còsmica: Javier Rodríguez & Emma Ríos. Modera: Borja Crespo |
| Dissabte 5 d'abril  | 15:00-16:00 h. | Q&A Moderna de pueblo. Modera: BAMF! |
| Dissabte 5 d'abril  | 16:00-17:00 h. | Q&A John Howe. Modera: Karen Madrid |
| Dissabte 5 d'abril  | 17:00-18:00 h. | Q&A Pepe Larraz. Modera: Inigo Rodríguez. |
| Dissabte 5 d'abril  | 18:00-19:00 h. | Q&A Jaime Hernández. Modera: Abi L. Enrech i Borja Crespo |
| Dissabte 5 d'abril  | 19:00-20:00 h. | Taula rodona: Dibuixant lo impossible. Amb Álvaro Martínez Bueno, Belén Ortega i Javi Fernández. Modera: Es la hora de las tortas                                                              |
| Diumenge 6 d'abril  | 10:50-12:00 h. | Música i dibuix en directe: Los viajes de la pequeña genia |
| Diumenge 6 d'abril  | 12:00-13:00 h. | Chris Ware conversa amb Nacho Vigalondo. Modera: Jordi Costa |
| Diumenge 6 d'abril  | 13:00-14:00 h. | L'imaginari terrorific del folkore en el gènere fantàstic. Com escriure'l i il·lustrar-lo. Amb Amparo Montejano i Tomás Hijo. Modera: Karen Madrid                                             |
| Diumenge 6 d'abril  | 14:00-15:00 h. | Q&A Max |
| Diumenge 6 d'abril  | 15:00-17:00 h. | Pel·lícula Comic Kids: Super Wings: Màxima velocitat |
| Diumenge 6 d'abril  | 17:00-20:00 h. | Infrecuentes Commander Party. Amb Wismichu, Aniasitaa, Pandarojo, Mansiondeldragon i Noa Pls.                                                                                                  |